# Особо опасен (фильм, 2009)
«Особо опасен» (англ. Wanted) — индийский боевик, вышедший в прокат 18 сентября 2009 года. Ремейк картины на языке телугу 2006 года «Вооружён и очень опасен». Фильм имел огромный успех в прокате, был классифицирован как суперхит и занял второе место в пятёрке хитов года.

## Сюжет
Хладнокровный киллер Радхе работает на главу мафиозного клана Гани Бхая и имеет множество врагов в преступном мире Мумбая. Однако знакомство с сотрудницей колл-центра Джанви растопило его сердце. Влюблённому киллеру удалось добиться от девушки ответных чувств. Но, имея любимую, Радхе становится уязвимым для своих врагов. Кроме того, ему приходится принять вызов продажного инспектора полиции Талпаде, который тоже влюблён в Джанви и говорит ей жениться на нём с угрозой, что он изнасилует её мать, если она решит пойти против его решения. Тальпаде рассказывают о существовании Радхе. Тальпад пытается угрожать его, но в конечном итоге начинает бояться его после того, как его перехитрил. Гани Бхай, разыскиваемый гангстер, прибывает в Индию для убийства и нанимает Радхе. Гани Бхай управляет своей бандой за пределами Индии. Золотой Бхай является лидером банды Гани Бхай. Две банды, Датта Паул и Гани Бхай, сражаются за большую часть Мумбаи. В связи с этим комиссар Ашраф Тауфик Хан решает сделать Мумбаи свободными от преступлений. Он арестовывает Гани Бхая, который предпринимает различные попытки связаться с Радхе, однако, напрасно. Ашрафа шантажируют, чтобы освободить Гани Бхай, после того как его люди выпустили явное видео о своей дочери в Интернете после похищения её. Под воздействием наркотиков его дочь раскрывает миссию, в которую входит офицер IPS Раджейер Сингх Шехават, убивающий Гани Бхай. Поскольку личность Райджера Шехавата трудно расшифровать, Гани Бхай держит своего отца, Шриканта Шехавата, в плену. Шрикант с гордостью рассказывает ему о своём сыне, не раскрывая его истинной личности. Гани Бхай ошибается, Аджай, приёмный брат Раджера, для Раджейера Шехавата и убивает его. Гани Бхай осознаёт свою ошибку и нажимает на Шриканта, чтобы показать личность Раджвеера. Шрикант убит Гани Бхай после того, как он отказывается сказать ему. Его сын Раджейер Шехават, которого объявили Радэ, прибывает на место смерти своего отца. Радхе разозлился и решает отомстить за смерть своего отца и брата. Через угрожающую Талпаду он находит Гани Бхай. После интенсивного боя Раде наконец удаётся убить Гани Бхая и его приспешника «Тальпад».

## В ролях
- Салман Хан — Радхе / Раджвир Шекхават
- Айеша Такия — Джханви
- Пракаш Радж — Шамшуддин Асгар Гани (Гани-бхаи)
- Винод Кханна — Шекхар Шекхават, отец Раджива
- Махеш Манджрекар — инспектор Талпаде
- Индер Кумар — Аджай Шехрават
- Говинд Намдео — комиссар полиции Ашраф Хан
- Асим Мерчант — Голден-бхаи
- Маноджи Пахва — Сону Гейтс
- Раджу Мавани — Датта Павле
- Сарфараз Хан[англ.] — Аслам, друг Радхе
- Саджид Али[англ.] — друг Радхе
- Пратикша Лонкар[англ.] — Лакшми, мать Джанви
- Анил Капур — камео в песне «Jalwa»
- Говинда — камео в песне «Jalwa»

## Саундтрек
| №   | Название                                    | Исполнители                                                 | Длительность |
| --- | ------------------------------------------- | ----------------------------------------------------------- | ------------ |
| 1.  | «Ishq Vishq»                                | Камал Хан, Сунидхи Чаухан, Сьюзан де Мэлло                  | 4:48         |
| 2.  | «Dil Leke»                                  | Шаан, Шрея Гхошал, Сьюзан де Мэлло                          | 4:35         |
| 3.  | «Le Le Mazaa Le»                            | Сьюзан де Мэлло, Соумия Рао, Ришикеш Камеркар, Никита Нигам | 4:11         |
| 4.  | «Jalwa»                                     | Ваджид Али, Эрл де Суза                                     | 4:31         |
| 5.  | «Tose Pyaar Karte Hai»                      | Ваджид Али, Сунидхи Чаухан                                  | 3:47         |
| 6.  | «Most Wanted Track»                         | Салман Хан                                                  | 4:26         |
| 7.  | «Love Me Love Me»                           | Ваджид Али, Амрита Как                                      | 4:06         |
| 8.  | «Dil Leke (Remix)»                          | Шаан, Шрея Гхошал                                           | 3:15         |
| 9.  | «Ishq Vishq (Remix)»                        | Камал Хан, Сунидхи Чаухан, Сьюзан де Мэлло                  | 4:04         |
| 10. | «Jalwa On The House (Remix)»                | Ваджид Али, Эрл де Суза                                     | 4:15         |
| 11. | «Tose Pyar Karte Hai - Bhojpuri Makhan Mix» | Ваджид Али, Эрл де Суза, Сунидхи Чаухан                     | 4:53         |
| 12. | «Love Me Love Me (Mama Papa Mix)»           | Ваджид Али, Амрита Как                                      | 4:43         |

## Награды
Filmfare Awards
- лучшая постановка боевых сцен — Виджаян[1]

Stardust Awards
- лучший фильм года — боевик/триллер

Star Screen Awards
- лучшая постановка боевых сцен — Виджаян

IIFA